# シェリー・カーリー
シェリー・カーリー（Cherie Currie、1959年11月30日 - ）は、アメリカ合衆国の歌手・ミュージシャン・女優。カーリーは1970年代半ばから後半まで活躍した、ロサンゼルスのハードロックバンド、ザ・ランナウェイズのリード・ボーカリストであった。
日本語では、チェリー・カーリーとも表記される。

## 来歴
カーリーはロサンゼルス・エンシーノのサンフェルナンド・バレーの町で育った。彼女は伝説的なガールズロックバンド、ザ・ランナウェイズの10代のリード・ボーカリストとして、メンバーのジョーン・ジェット、リタ・フォード、サンディ・ウェスト、ジャッキー・フォックスと共に活動。
カーリーは1975年、16歳になる前にランナウェイズに加わった。「チェリー・ボム」はオーディションで彼女のために書かれた。

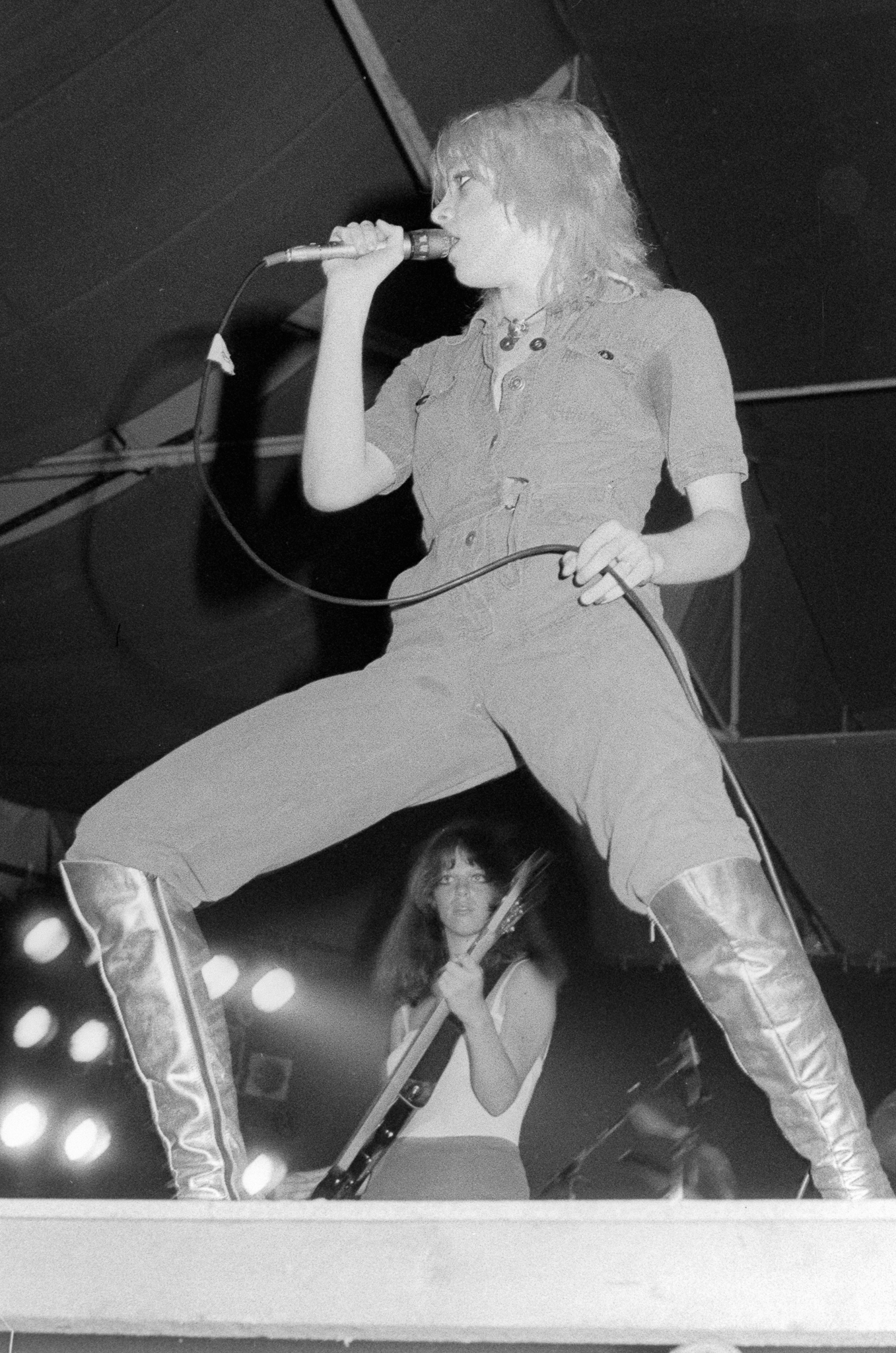
ザ・ランナウェイズ時代（1976年）

ランナウェイズとして『悩殺爆弾〜禁断のロックン・ロール・クイーン』『クイーン・オブ・ノイズ』『ライヴ・イン・ジャパン』という3枚のアルバムをリリースした後、グループを脱退。カーリーは2枚のソロ・アルバム、ポリグラムから『ビューティーズ・オンリー・スキン・ディープ』、キャピトル・レコードから双子の姉妹マリー・カーリーと共演した『シェリー&マリー (Messin' With The Boys)』を発表している。
その後、女優としても活動し、ジョディ・フォスターと共演した『フォクシー・レディ』やデミ・ムーアと共演した『悪魔の寄生虫・パラサイト』(Parasite: 1982年)、	ロバート・キャラダインと共演した『SFザ・ウェーブ/地球外生物からのSOS!』(Wavelength: 1983年)、『トワイライトゾーン/超次元の体験』(1983年)、『スパイナル・タップ』(1984年) などに出演。また、多くのテレビドラマにもゲスト出演している。
カーリーは自叙伝『Neon Angel: The Cherie Currie Story』の共著者である。本には苦難の連続であったカリフォルニアで育った1970年代、薬物・アルコールとの闘い、ランナウェイズ時代についてが書かれている。またダコタ・ファニングがカーリーを演じ、クリステン・スチュワートがジョーン・ジェットを演じる、2010年公開の映画『ランナウェイズ』の土台にもなっている。
カーリーはキャリー・ボルツィロ＝ヴレナ (Carrie Borzillo-Vrenna) の2008年の著書『Cherry Bomb: The Ultimate Guide to Becoming a Better Flirt, a Tougher Chick, and a Hotter Girlfriend--and to Living Life Like a Rock Star』(ISBN 978-1416961161) に関与している。

## 私生活
カーリーは1990年に俳優のロバート・ヘイズと結婚し1人息子も授かったが、1997年に離婚している。
元女優のマリー・ハーモン (Marie Harmon)は実母、主にテレビで活躍している女優のソンドラ・カーリー (Sondra Currie)は実姉、ソンドラの夫は映画監督のアラン・J・レヴィ (Alan J. Levi)である。

## ディスコグラフィ

### スタジオ・アルバム
- 『ビューティーズ・オンリー・スキン・ディープ』 - Beauty's Only Skin Deep (1978年)
- 『シェリー&マリー』 - Messin' with the Boys (1980年) ※with マリー・カーリー
- Reverie (2015年)
- Blvds of Splendor (2019年)
- The Motivator (2019年) ※with ブリー・ダーリング

### ライブ・アルバム
- Live in Los Angeles 8/30/13 (2013年)
- Midnight Music in London (2016年)

### EP
- Cherry Bomb (2007年)

### コンピレーション・アルバム
- Young and Wild (1998年) ※with マリー・カーリー
- 80's Collection (1999年) ※with マリー・カーリー

### ザ・ランナウェイズ
- 『悩殺爆弾〜禁断のロックン・ロール・クイーン』 - The Runaways (1976年、Mercury)
- 『クイーンズ・オブ・ノイズ』 - Queens Of Noise (1977年、Mercury)
- 『ライヴ・イン・ジャパン』 - Live in Japan (1978年、Mercury) ※ライブ